# Salmo akairos
Salmo akairos – gatunek ryby z rodziny łososiowatych (Salmonidae).

## Występowanie
Gatunek występuje w Jeziorze Ifni oraz na 15-kilometrowym odcinku rzeki Tifnoute, dopływu rzeki Sous, w górach Atlasu Wysokiego w środkowym Maroku.

## Wygląd i biologia
Dorasta do 18 cm długości w przypadku samców i 15 cm długości w przypadku samic. Odżywia się widłonogami z rodzaju Cyclops i glonami (w tym okrzemkami).